# Stanford (Montana)
Pour les articles homonymes, voir Stanford.
La ville américaine de Stanford est le siège du comté de Judith Basin, dans l’État du Montana. Lors du recensement de 2010, sa population a été estimée à 769 habitants.

## Histoire
En 1880, Calvin et Edward Bower acquièrent un terrain et s'installent ici avec un millier de moutons. Ils nomment la colonie Standford en mémoire de leur ancienne résidence, Stanfordville, dans le comté de Duchess, New York.
Stanford est alors une étape sur la route de Fort Benton à Billings, et un lieu de rencontre pour les cow-boys du comté.
Le musée du comté de Judith Basin ouvre en 1967. Il possède de nombreux articles anciens, des photos anciennes et des livres d'histoire, ainsi que des objets d'artisanat indien.
Charles Marion Russell, un célèbre artiste, a vécu et peint plusieurs de ses peintures dans la région. Certaines de ses peintures son exposées au musée.